# Waffenexport
Der Waffenexport bezeichnet alle Vorgänge im Zusammenhang mit dem außerstaatlichen Transfer von Waffen. Dieser Artikel behandelt Waffen- und Rüstungsgüterexporte bis zum Zeitpunkt der Industrialisierung in der Mitte des 19. Jahrhunderts. Danach konzentriert sich dieser Artikel auf die Exporte von Schusswaffen.
In den Jahren von 2019 bis 2023 war der Waffenexport SIPRI zufolge aufgeteilt auf folgende Staaten: USA (42 %), Frankreich (11 %), Russland (11 %), China (5,8 %) und Deutschland (5,6 %), Italien (4,3 %), Vereinigtes Königreich (3,7 %), Spanien (2,7 %), Israel (2,4 %), Südkorea (2,0 %); Sonstige Länder im Zeitraum von 2019 bis 2023: (10 %).
In den Jahren von 2019 bis 2023 war der Waffenimport SIPRI zufolge aufgeteilt auf folgende Staaten: Indien (9,8 %), Saudi-Arabien (8,4 %), Katar (7,6 %), Ukraine (4,9 %), Pakistan (4,3 %), Japan (4,1 %), Ägypten (4,0 %), Australien (3,7 %), Südkorea (3,1 %), China (2,9 %); Sonstige Länder: (47 %).

## Geschichte

### Vor 1800
Die Konzentration der Schmiedezentren mit ihrer hohen Produktivität, die die Nachfrage der lokalen Abnehmer in Weitem übertraf, führte zwangsläufig zu Waffenexporten.
Die Zünfte regelten die Waffenproduktion, die Preise und den Export. Im mittelalterlichen Nürnberg mussten alle Schmiede und Schleifer der Stadt angeben, „wie viel und welche Sorten“ sie fabrizieren konnten. Daraufhin bestimmte die Zunft die Zuteilung, bestimmte die Preise und die Kontingente und den Zeitpunkt für Marktreisen. „Keiner durfte vor dem anderen vereisen oder Güter außerhalb der Märkte verschicken. Die daheimgebliebenen Brüder sollten ihre Waren innerhalb des Handwerks veräußern; fanden sich aber keine Käufer, so durfte ein jeder auch außerhalb desselben sich solche suchen und so teuer als möglich, keinesfalls aber unter den festgesetzten Preisen verkaufen“.
Es gab auch weite Transitstrecken über Handelsstraßen und durch die Seeschifffahrt. Bereits im 10. Jahrhundert brachten die Venezianer Waffen (Schwerter, Lanzen und Panzer) aus den Waffenschmieden der Steiermark und aus Kärnten über die Handelsstraßen der Alpen nach Italien. Ebenso sind Waffenexporte nach England im 13./14. Jahrhundert belegt sowie im 13. Jahrhundert aus Pirna und Eisenach und in den folgenden Jahrhunderten aus Osnabrück, Danzig und Lübeck. Auch Rohstoffe wurden in großem Umfang im- und exportiert. Schweden, der mittelalterliche Hauptlieferant für Kupfer, das zur Herstellung von Kanonenrohren benötigt wurde, machte mit seinen Rohstoffexporten hohen Profit.
Die wichtigsten Waffenexporteure vor 1800 waren nach Angaben des Historischen Lexikons der Schweiz ab dem 14. Jh. die Lombardei, 1470–1600 Bayern (Nürnberg, Augsburg, Kempten, Passau), Solingen (Nordrhein-Westfalen), 1630–1770 Suhl (Thüringen) und (bis 1870) Lüttich.
Von überragender Bedeutung im Mittelalter waren die Hafenstädte Amsterdam und Hamburg, die durch die Seeschifffahrt einen logistischen Vorteil hatten. In diesen Städten wurden zwar nur wenige Waffen hergestellt, jedoch waren sie wichtige Umschlagplätze für Kriegsgüter. Auf Grund der anti-niederländischen Haltung Spaniens konnte Hamburg während des Dreißigjährigen Kriegs die Vormachtstellung Amsterdams im Rüstungshandel zeitweise sogar brechen. Auch Antwerpen, Danzig, Dünkirchen, Lübeck, Venedig und Genua verdienten gut am Waffenhandel und am Handel mit Salpeter, der ein Hauptbestandteil des Schwarzpulvers ist.

### Nach 1800
Ab ca. 1850 wurden vermehrt Maschinen in die Produktion einbezogen und diese automatisiert. Aufgrund des technischen Fortschritts und der daraus folgenden, zunehmenden Spezialisierung spaltete sich die Rüstungsindustrie von den Waffenherstellern ab.

## Aktuelle Waffenexporte
Zu den Schusswaffen, die international als SALW (Abk. für Small Arms Light Weapons) bezeichnet werden, gehören Kriegswaffen wie Sturmgewehre, Maschinenpistolen und Maschinengewehre, sowie zivile Schusswaffen wie Jagd- und Sportgewehre, Pistolen und Revolver.
Das Regierungsprojekt Small Arms Survey untersuchte 2009 den internationalen Schusswaffenhandel und kam zu folgendem Ergebnis:
- 20 Exportländer tätigen 80 % des Handels mit Kleinwaffen und leichten Waffen
- Das geschätzte tatsächliche Exportvolumen aller Kleinwaffen der 53 Staaten, die an der UN Commodity Trade Statistics Database (Comtrade) teilnehmen, war 2006 um etwa 10 % höher als das gemeldete (1568 statt 1428 Mio. USD), bei den militärischen Feuerwaffen betrug die Abweichung sogar 32 % (321 statt 244 Mio. USD).[11]
- Die westlichen Länder sind mit wenigen Ausnahmen an der Spitze des Transparenzbarometers, d. h., sie halten sich an die internationalen Richtlinien.[12]

### Abnehmer
In den meisten Teilen der Welt, bedingt durch die nationalen Gesetze, werden Kriegsschusswaffen hauptsächlich an militärische Streitkräfte und Sicherheitsbehörden, wie Polizei und Zoll, vermittelt, zumeist durch Umgehung des Handels, der nur in Ausnahmefällen eine Genehmigung zum Vermitteln von Kriegswaffen besitzt. Ein sehr kleiner Teil der Kriegs-Schusswaffen gelangt durch nationale Ausnahmegenehmigungen im zivilen Markt an Sammler und Museen.
Die Abnehmer der Jagd- und Sportwaffen sind hauptsächlich Großhändler für zivile Schusswaffen und Privatpersonen. Lediglich ein kleiner Anteil an Präzisionsgewehren geht sowohl an behördliche Scharfschützen, als auch an Sportschützen für die 300-Meter-Disziplin der International Shooting Sport Federation und an Long Range Schützen bis 1000 Yard (umgerechnet circa 915 Meter), die diese teuren Waffen auf Grund deren Präzision schätzen.
Die Abnehmer von Pistolen und Revolvern sind ebenfalls Großhändler für zivile Schusswaffen und Privatpersonen. In größerem Umfang importieren auch staatliche Behörden Kurzwaffen, wenn sie ihre Behörden zusätzlich ausrüsten oder ihren überalterten Faustfeuerwaffenbestand austauschen.
Von den 650 Millionen Schusswaffen in Privatbesitz sollen nach amtlichen Schätzungen über die Hälfte Faustfeuerwaffen sein. Über 250 Millionen Schusswaffen befinden sich allein in US-amerikanischem Privatbesitz. Die USA importieren fast 50 % des weltweiten Schusswaffenexports.

### Exportdaten

#### Kriegswaffen
Im internationalen legalen Handel von Kleinwaffen und leichten Waffen (SALW) ist zwischen 2000 und 2006 der Export um 29 % auf 375 Millionen USD zurückgegangen. Insgesamt 83 % der legalen Exporte wurden von den größten Exporteuren durchgeführt. 68 % der Exporte wurden legal durchgeführt.
Die größten Exporteure waren USA (54 %), Belgien (6 %), Frankreich (5 %), Deutschland (4 %), Großbritannien (3 %), China, Norwegen, Italien, Kanada und Schweiz (jeweils 2 %).
Die größten Importeure waren Zypern (20 %), Südkorea (9 %), Japan (7 %), Griechenland (6 %), Saudi-Arabien (6 %), USA (5 %), Niederlande, Türkei, Ägypten (jeweils 3 %) und Australien (2 %).
Ein wichtiger Teil der Kriegswaffenexporte erfolgt im Rahmen von UN-Friedensmissionen. Manchmal werden die Waffen beim Abzug wieder mitgenommen. In anderen Fällen bleiben sie zur militärischen Unterstützung im Land und werden einer Mission einer anderen Nation übergeben.

#### Zivile Schusswaffen
Den größten Anteil (77 %) an den internationalen Waffenexporten haben Sport-, Jagd- und Kurzwaffen. Der Handel erfolgt hauptsächlich zwischen den reichen, westlichen Ländern; diese zählen sowohl zu den größten Exporteuren als auch Importeuren.
In Europa werden vorwiegend hochwertige Waffen (z. B. Präzisionsgewehre und mit aufwändigen Schafthölzern versehene Waffen) sowie hochwertige Jagd- und Sportmunition hergestellt. In den USA und in Lateinamerika wird vorwiegend preisgünstigere Massenware hergestellt.

##### Jagd- und Sportgewehre
2006 wurden Jagd- und Sportwaffen für 779 Millionen US-Dollar exportiert. Dies entsprach 50 % aller legalen Waffentransporte. 97 % des Handels mit Jagd- und Sportwaffen erfolgte 2006 laut smallarmssurvey.org legal. smallarmssurvey ist ein in Genf (Schweiz) ansässiges unabhängiges Forschungsprojekt; es wurde 1999 gestartet und wird von acht Regierungen finanziert.
Die Hauptexporteure 2006 waren Italien (32 %), Deutschland (10 %), USA (8 %), Belgien (6 %), Türkei (6 %), Japan (5 %), Großbritannien (5 %), Brasilien (4 %), Russland (4 %), Finnland (3 %), Tschechien (3 %), Spanien, Kanada, Ukraine (jeweils 2 %), Österreich, Portugal und China (jeweils 1 %).
Die Hauptimporteure 2006 waren mit 42 % die USA und mit 22 % die westeuropäischen Staaten. Es folgten Australien, Neuseeland und Japan, die Arabischen Emirate sowie die Safariländer Kasachstan und Botswana.

##### Pistolen und Revolver
27 % aller im Jahr 2006 exportierten Schusswaffen waren Faustfeuerwaffen im Wert von ca. 430 Millionen USD. 99 % davon sollen legal exportiert worden sein.
Die elf Hauptexporteure waren Österreich (27 %), Deutschland (21 %), Brasilien (11 %), Italien (10 %), USA (7 %), Kroatien (6 %), Tschechien (4 %), Argentinien, Belgien, Israel und Kanada (jeweils ca. 2 %). Deren Exporte, insgesamt über 93 %, sind alle dokumentiert.
59 % der Importe tätigten die USA. Hauptabnahmeländer von Österreich (Glock) waren USA, Saudi-Arabien, Thailand, Brasilien und Italien. Hauptabnahmeländer von Deutschland (SIG-Sauer, Walther, H&K) waren USA, Frankreich (importierte seit 2003 über 250.000 neue Dienstwaffen von SIG-Sauer), Spanien, Schweden und Schweiz.
Brasilien exportierte 86 %, Argentinien 68 % und Kroatien sogar 98 % ihrer Handfeuerwaffen in die USA.
Brasilien, Österreich und Belgien deklarierten ihre Handfeuerwaffen nur unpräzise, z. B. als Sportwaffe statt Pistole. Ihre Daten konnten jedoch durch die Dokumentation der Importländer ermittelt werden.

### Waffenexporte der EU
Der jährliche Bericht des europäischen Verbands der Waffenhändler A.E.C.A.C führte im Jahr 2010 die Exportzahlen für die Jahre 2004 bis 2008 auf. Der Bericht unterscheidet zwischen Feuerwaffen (Kategorie A bis D) und anderen Schusswaffen. Zu letzteren zählen Signalwaffen, Druckluftwaffen, Airsoftwaffen, antike Waffen und Reproduktionen.
Im Durchschnitt exportieren die Länder der EU Feuer- und Nichtfeuerwaffen im Wert von 600 Millionen Euro pro Jahr. Im Schnitt wurden jährlich Feuerwaffen im Wert von 300 Millionen Euro in Drittländer und im Wert von 200 Millionen in andere EU-Länder verbracht. Für jeweils 50 Millionen Euro verbrachten die EU-Länder Nichtfeuerwaffen sowohl in Drittländer wie auch in andere EU-Länder.

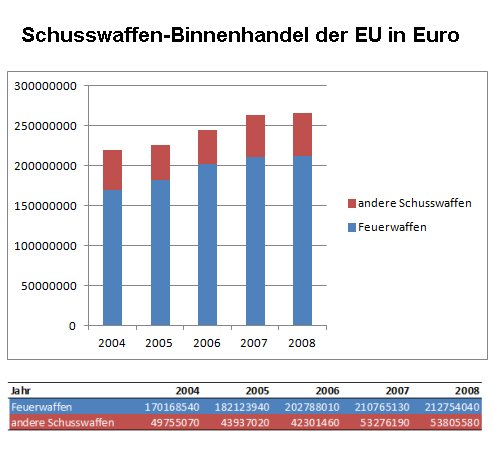
Binnenhandel der EU in Euro
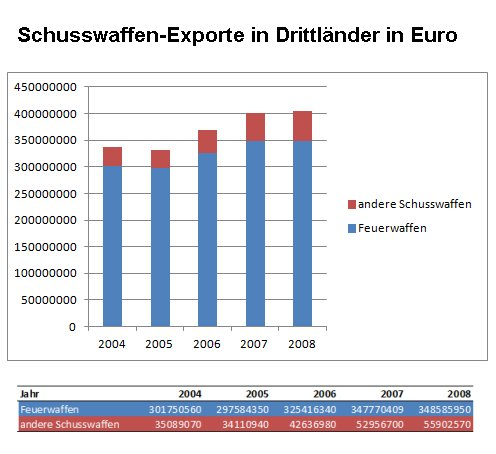
Schusswaffenexporte der EU in Drittländer in Euro

### Deutsche Waffenexporte
2007 exportierte Deutschland für 3,7 Milliarden Euro Rüstungsgüter. Darunter befanden sich Handfeuerwaffen im Wert von 171 Millionen Euro, von denen wiederum 72 % zivile Schusswaffen waren. Die Bundesrepublik definiert Kleinwaffen im Gegensatz zur OECD als Kriegswaffen. Sie schrieb in ihrem Rüstungsbericht 2007: „Nur 28 % des Genehmigungswertes für Handfeuerwaffen entfallen auf den Bereich der Kleinwaffen und nur 6 % auf Genehmigungen für Kleinwaffen in Drittländer.“

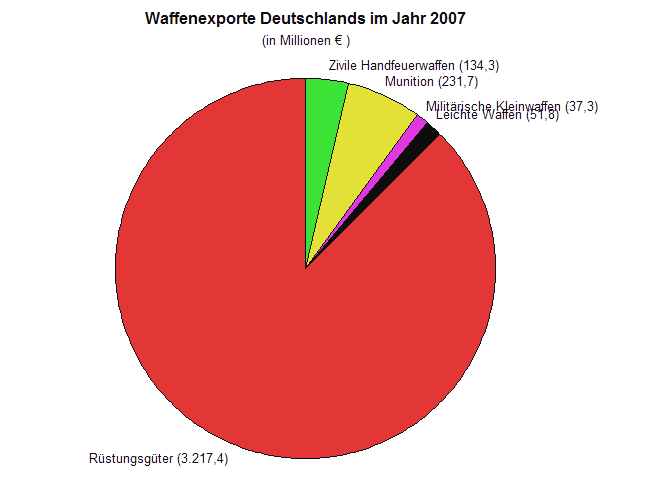
Waffenexporte Deutschlands differenziert nach Waffengattung
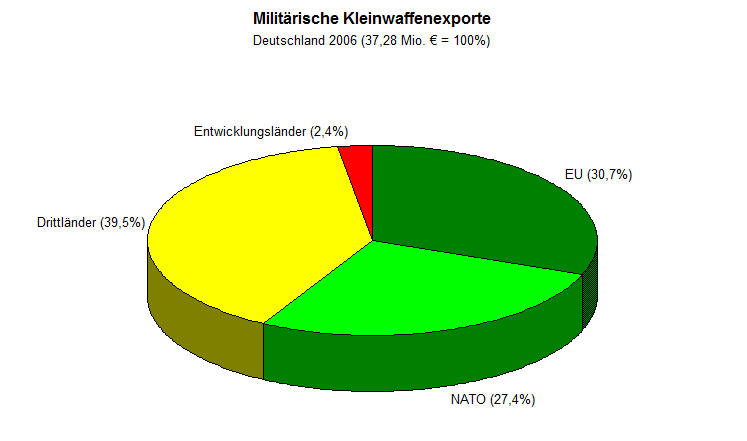
Kriegswaffenexporte Deutschlands differenziert nach Importländern

2004 fertigten deutsche Hersteller Sport- und Jagdwaffen für rund 210 Mio. €. In den Export gingen Waren im Wert von etwa 166 Mio. €.
2006 produzierten deutsche Jagd-, Sportwaffen- und Munitionshersteller Waren im Wert von 212 Millionen €. 87 Prozent davon (185 Millionen €) wurden exportiert. Nach Angaben der IWA arbeiteten 2009 fast 5.000 Menschen in der industriellen Produktion der Sportwaffenbranche. Sie produzierten Jagd- und Sportwaffen im Wert von über 275 Millionen Euro. Bei über 250 Millionen Euro lag der Exportwert, während für 66 Millionen Euro Jagd- und Sportwaffen importiert wurden.
Die Bundesregierung genehmigte im Jahr 2012 die Ausfuhr von 'Kleinwaffen' im Wert von 76 Millionen Euro; etwa doppelt so viel wie 2011. Als Kleinwaffen gelten nach einer Definition der Europäischen Union unter anderem Maschinenpistolen, Maschinengewehre sowie voll- und halbautomatische Waffen. Ihr Export ist besonders umstritten, da weltweit bei bewaffneten Konflikten die meisten Menschen durch Schüsse aus Kleinwaffen sterben.
Im Jahr 2019 erhielten deutsche Unternehmen Genehmigungen für Rüstungsexporte von in Summe acht Milliarden Euro, was zu dieser Zeit die höchste jemals erfasste Summe für derartige Exporte war. Darunter waren Ausfuhrgenehmigungen von Maschinengewehren, Pistolen und ähnlichen Waffen für 69,49 Millionen Euro (+79 Prozent im Vergleich zu 2018 und der höchste Wert seit 2013). Die wichtigsten Empfängerländer für deutsche Kleinwaffen waren Norwegen (22,1 Millionen Euro), Großbritannien (12,1 Millionen), Litauen (10,1 Millionen), Frankreich (8,6 Millionen) und die USA (6,5 Millionen).

### Schweizer Waffenexporte
In der Schweiz handelt es sich bei den drei bedeutendsten Unternehmen im Bezug auf Export um die Ruag, die Mowag und die ehemalige Oerlikon-Contraves, heute Rheinmetall Defence. Die Schweizer Tochterfirmen der Rheinmetall sind der größte Rüstungsexpoteur der Schweiz. Der Umfang aller Exporte lag um das Jahr 2000 um 200 Millionen Franken, erreichte im Jahr 2011 ein damaliges Allzeit-Hoch von über 800 Millionen Franken und lag im Jahr 2017 bei 446 Millionen Franken. 2019 wurde Kriegsmaterial im Wert von 728 Millionen Franken exportiert. Der Anteil von Waffen jeglichen Kalibers (Kat. KM 2) lag im selben Jahr bei 8,4 Prozent der Kriegsmaterialexporte.
Zwischen 2000 und 2017 hat die Schweiz insgesamt 129 verschiedene Länder mit Kriegsmaterial beliefert, pro Jahr jeweils etwa 60. Die meisten Waffenexporte gingen in diesem Zeitraum nach Deutschland, im Wert von 1,97 Milliarden Franken. Danach folgen die USA (584 Millionen), Vereinigte Arabische Emirate (518 Mio.) und Großbritannien (451 Mio.). Im Jahr 2019 waren Dänemark (155,3 Mio.), Deutschland (125,8 Mio.), Rumänien (111,8 Mio.), Bangladesch (55,2 Mio.) und die USA (38,5 Mio.) die Hauptabnehmerländer des exportierten Kriegsmaterials. Laut dem Rüstungsreport der WOZ wurde 2022 Kriegsmaterial im Umfang von 955 Millionen Franken exportiert, was so viel gewesen sei wie nie seit Beginn der aktuellen Statistik des Seco im Jahr 1983.

## Illegale Waffenexporte
Auf mindestens 100 Millionen US-Dollar wird der illegale Schusswaffenhandel geschätzt.
Zu den bekannten oder vermuteten Hauptexporteuren von Kleinwaffen, die nur teilweise oder überhaupt nicht über ihre Waffenexporte berichten, gehören Iran, Israel, Nordkorea, Südafrika und Belarus. Andere Exportländer, darunter China, Pakistan, die Russische Föderation und Singapur stellen einige Daten über ihre Exporte von Sportwaffen und Gewehren zur Verfügung, machen jedoch keine Angaben über ihre Exporte von Kleinwaffen für militärische Zwecke.

### Abnehmer
Die Abnehmer illegaler Waffen sind in großem Umfang Länder, denen die Vereinten Nationen ein Waffenembargo auferlegt haben. Sofern sie nicht über eigene Produktionsstätten verfügen, bleibt ihnen nichts anderes übrig, als sich über illegale Kanäle Waffen zu beschaffen, da die legalen Kanäle versiegt sind.
In kleinerem Umfang gehören zu den Abnehmern Gangs (nichtstaatliche Kombattanten-Guerillas, Aufständische, Milizionäre und Gangmitglieder). Nach Schätzungen des Small Arms Survey befinden sich zwei bis zehn Millionen Kleinwaffen, hauptsächlich vollautomatische Kriegswaffen und einige Kurzwaffen, in deren Händen.
In marginalem Umfang gehören zu den Abnehmern die sogenannten „Waffennarren“, die sich nicht an die nationalen Gesetze halten und unerlaubt Waffen, z. B. über das Internet oder durch Reisen importieren.

### Kriegswaffen
Über 30 % der Kriegswaffenexporte erfolgten 2009 unautorisiert. China ist wahrscheinlich das Land mit dem größten Anteil an diesen Exporten vor allem nach Afrika und Asien. Auch Israel, Singapur und Taiwan exportieren erheblich ohne Dokumente. In einem kleineren Umfang gehören auch Belarus, Iran, Nordkorea, Pakistan und Südafrika dazu. Bei vier von den zehn größten Exporteuren von Kriegs-Schusswaffen ändern sich die erhobenen Daten erheblich (über 5 Millionen USD Unterschied), wenn nicht nur die Zollerhebungen betrachtet werden. Diese Länder sind Ungarn, Großbritannien, Bulgarien und die Ukraine. Für Großbritannien fiel der Unterschied am höchsten aus.

### Zivile Schusswaffen
Der nicht autorisierte Handel mit zivilen Schusswaffen ist marginal bei Langwaffen und schwer einschätzbar bei Kurzwaffen. Der Small Arms Survey bezeugte, dass die meisten west-europäischen Exporte in andere west-europäische Staaten, sowie in die USA, Australien, Neuseeland und Japan exportiert werden. Auch bescheinigt der Report, dass die Exporte seitens der EU-Staaten zu fast 100 % autorisiert erfolgen. Zu den bestdokumentierten Ländern gehören die Schweiz, Großbritannien und Deutschland.
Jagd- und Sportgewehre: Der unautorisiert Handel betrug im Jahr 2006 ca. 3 %. Von diesen nicht dokumentierten Exporten stammen die meisten aus der Ukraine (13,5 Millionen USD von 23).
Pistolen und Revolver: China, Russland und Südafrika produzieren Handfeuerwaffen, ohne jedoch deren Exporte zu deklarieren. Es kann daher davon ausgegangen werden, dass diese Länder unautorisiert exportieren.
Urteil des Small Arms Survey: Die fundamentalen Teile von Exportkontrollsystemen – die die Bedingungen regeln, die an die Vergabe einer Lizenz geknüpft sind, die die ressortübergreifenden Entscheidungen der Ministerien überwachen, und die die Ausstellung der Endnutzerzertifikate und die möglichen Sanktionen kontrollieren – scheinen für praktisch alle bedeutenden Kleinwaffenexporteure weltweit vorhanden zu sein. Die Wirksamkeit dieser Bedingungen variiert jedoch.
Eine ähnliche Kritik übt das Stockholm International Peace Research Institute (SIPRI):
Die meisten Lieferungen in Konfliktgebiete beginnt die Reise legal – auf dem Papier. „Waffen erreichen den illegalen Handel auf verschiedenen Wegen. Meist haben sie den Papieren nach einen legitimen Abnehmer, erreichen ihn aber nie.“

### Waffenhandels-Skandale
Bei den meisten Waffenhandels-Skandalen geht es um den illegalen Export von Kriegswaffen und Rüstungsgütern in Länder, die einem Waffenembargo unterliegen oder an Personen, die unter dem Verdacht des Terrorismus stehen.
Zu den bekanntesten illegalen Rüstungsexport-Vermittlern gehören (in alphabetischer Reihenfolge):
- Max Bauer
- Hans Brandes
- Wiktor Anatoljewitsch But
- Adnan Khashoggi
- Dawood Ibrahim
- Hans Klein
- KoKo der DDR
- Gerhard Mertins
- Semjon Judkowitsch Mogilewitsch
- Waldemar Pabst
- Rosoboronexport
- Hans-Ulrich Rudel
- Rudolf Ruscheweyh
- Alexander Schalck-Golodkowski
- Karlheinz Schreiber
- Basil Zaharoff